# 王有為 (嘉靖進士)
王有為（1505年—？年），字希顏，號近山，湖廣辰州府沅州黔陽縣人，軍籍。

## 生平
十一月十八日生，行一，治《詩經》，嘉靖十九年（1540年）由國子生中式庚子科（1540年）湖廣鄉試第九名舉人，嘉靖二十六年（1547年）登丁未科會試第二百十七名，第二甲第五十二名進士。户部觀政，四月授户部河南司主事，升员外郎、郎中，三十二年（1553年）三月出为河南歸德知府，三十五年四月調任浙江嘉兴府知府，三十八年升四川按察司副使，四十年令赴部改选。四十三年九月父亲去世，十月以丁憂为由，上疏致仕，准许归乡。卒年九十余岁。

## 家族
曾祖王紃；祖王彥璋；父王鵬，縣丞；母向氏。慈侍下，妻何氏，弟有道；有賢；有守；有藩；有年。子可大、可久、可立、可行。